# Lomtjärnen (Grava socken, Värmland)
Lomtjärnen är en sjö i Karlstads kommun i Värmland och ingår i Göta älvs huvudavrinningsområde.